# Przejście graniczne Kamieńczyk-Mladkov Petrovičky
Przejście graniczne Kamieńczyk-Mladkov/Petrovičky – polsko-czeskie przejście graniczne na szlaku turystycznym, położone w województwie dolnośląskim, w powiecie kłodzkim, w gminie Międzylesie, na końcu wsi Kamieńczyk, na północ od wsi Petrovičky, będącej częścią gminy Mladkov, zlikwidowane w 2007.

## Opis
Przejście graniczne Kamieńczyk-Mladkov/Petrovičky w rejonie znaku granicznego nr V/95 zostało utworzone 2 lipca 1997 Czynne przez cały rok: w okresie wiosenno-letnim (1.04–30.09) w godz. 8.00–20.00, a w drugiej połowie roku w godz. 8.00–18.00. Dopuszczone było przekraczanie granicy przez pieszych i rowerzystów. Doraźnie kontrolę graniczną i celną wykonywały organy Straży Granicznej.
21 grudnia 2007 na mocy układu z Schengen przejście graniczne zostało zlikwidowane.
Do przejścia granicznego prowadziła droga lokalna ze Smreczyny oraz  żółty – szlak turystyczny z Międzylesia.
Do przekraczania granicy państwowej z Republiką Czeską na szlakach turystycznych uprawnieni byli obywatele następujących państw:

1. Republika Austrii
2. Królestwo Belgii
3. Republika Grecji
4. Królestwo Danii
5. Republika Estonii
6. Republika Finlandii
7. Republika Francuska
8. Królestwo Hiszpanii
9. Królestwo Niderlandów
10. Państwo Izrael
11. Japonia
12. Republika Irlandii
13. Republika Islandii
14. Kanada
15. Wielkie Księstwo Luksemburga
16. Republika Litewska
17. Republika Łotewska
18. Republika Federalna Niemiec
19. Królestwo Norwegii
20. Republika Portugalska
21. Republika Słowacka
22. Republika Słowenii
23. Stany Zjednoczone Ameryki Północnej
24. Konfederacja Szwajcarska
25. Królestwo Szwecji
26. Republika Węgierska
27. Zjednoczone Królestwo Wielkiej Brytanii i Irlandii Północnej
28. Republika Włoska
29. Republika Cypryjska[5]
30. Księstwo Liechtensteinu[5]
31. Republika Malty[5].

## Galeria

Przejście graniczne Kamieńczyk-Mladkov Petrovičky
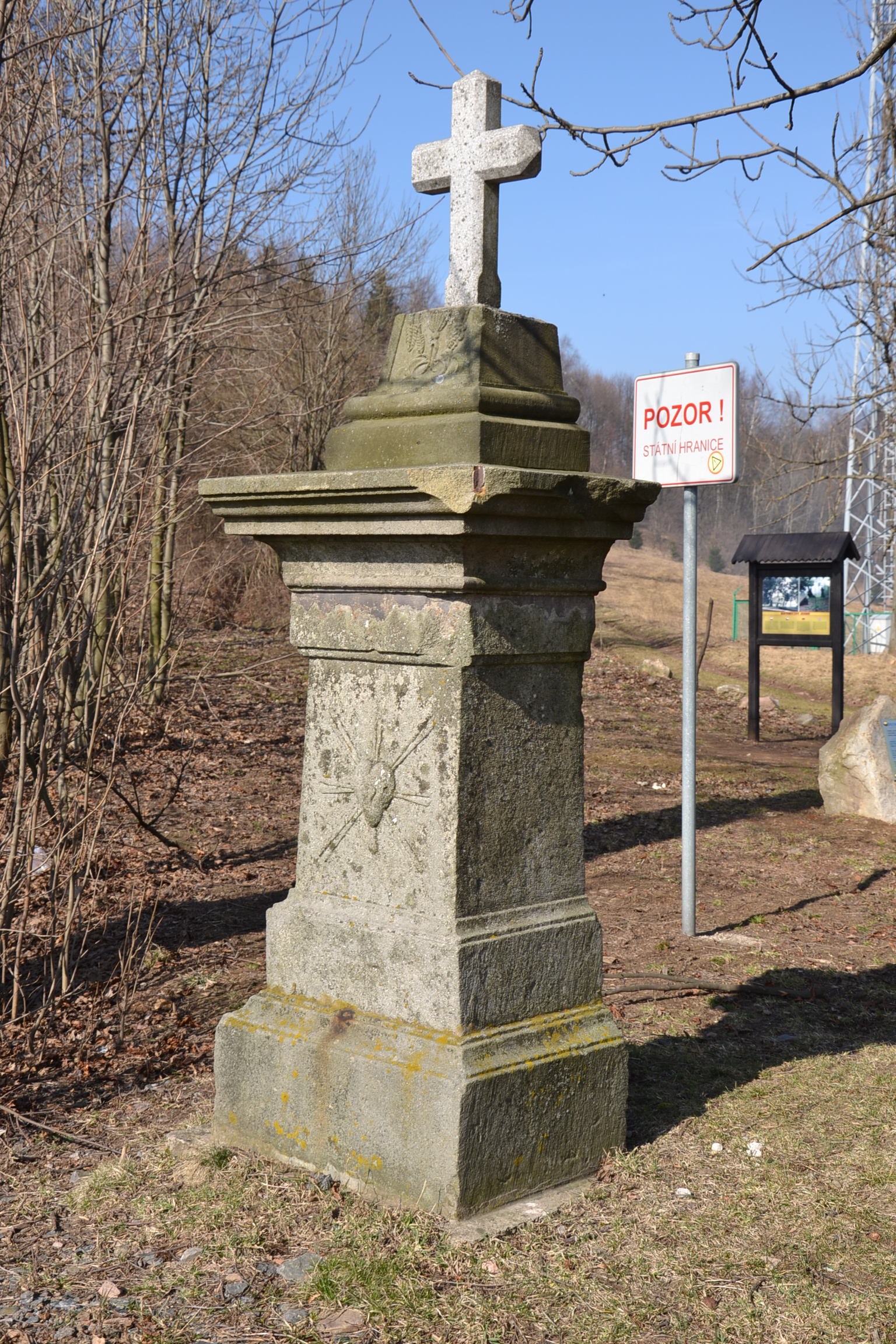
(marzec 2014)
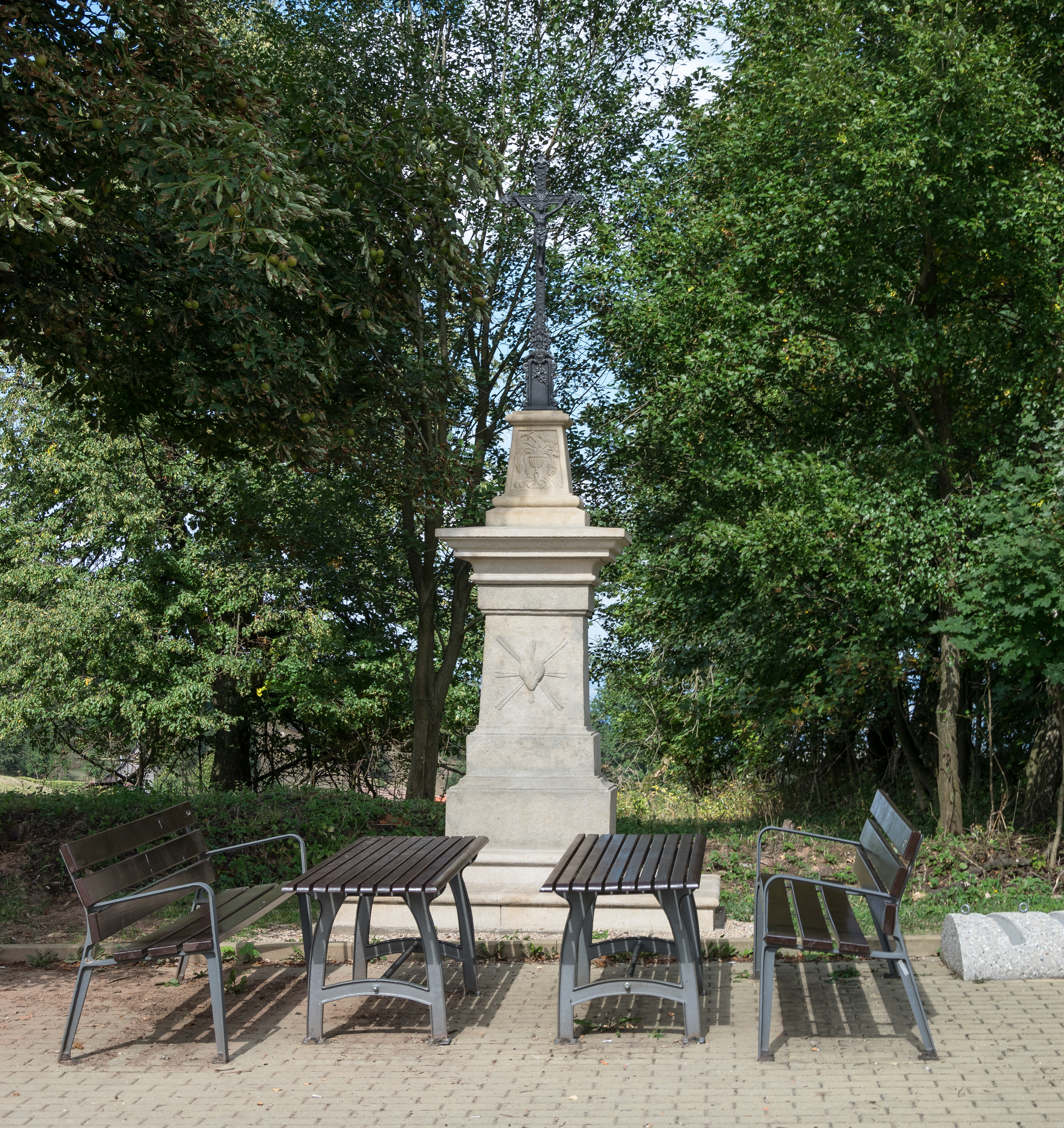
Miejsce odpoczynku i krucyfiks po czeskiej stronie, tuż przy linii granicznej (wrzesień 2018)